# Guarà

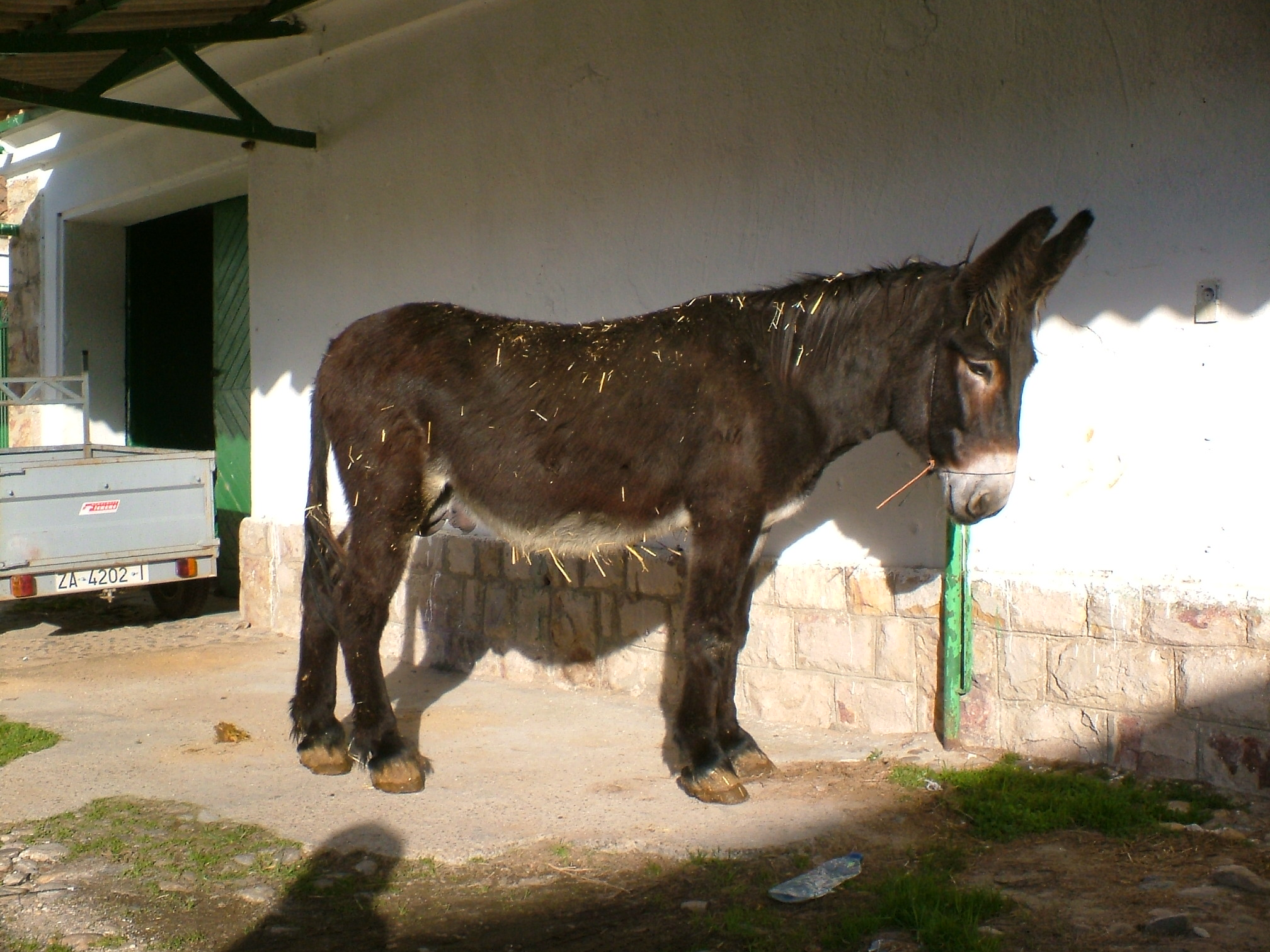
Guarà

El guarà, gorà o ase eugasser és un ase de llavor que prové de l'ase d'extraordinària corpulència que cobreix les egües per a la procreació de mules i de muls.
El guarà ha de ser gros i robust de membres, de cap inflat i que no se sembli a la del cavall. Ha de tenir, a més, el front espaiós, els ulls bells, el rostre, les galtes, el musell, la boca i els llavis grossos, les orelles plantades, el coll doble i llarg en proporció, el pit ample, ferm i ple de músculs perquè pugui sofrir les соsses i injúries de les egües, l'esquena dilatada i carnosa, els avantbraços i cuixes gruixudes, els genolls i les sofrages grosses, les canyes eixutes i no gaire gruixudes ni primes, les quartilles llargues en proporció, les sofrages unides de pèl, les peülles llises, una mica acopats en les seves parts interiors i proporcionats al tot de la seva màquina, això és, que no han de ser molt diminuts ni molt inflats.
Sobre totes aquestes bones circumstàncies, ha de tenir els testicles grans i iguals, la cua curta, el pèl negre, la veta sobre l'espina del llom, la creu ni alta ni baixa i en la resta ha d'assemblar-se, quan sigui possible a la perfecta formació d'un bell i robust cavall. El guarà ha de tirar-se a les egües de tres anys, si més no, i pot fer el seu servei fins als deu anys. Abans ni després mai convé, perquè produeix mules i mascles de poca substància.